# COROT-13b
CoRoT-13b es el primer planeta descubierto por la misión CoRoT que pertenece al sistema de la estrella CoRoT-13.